# Cueta martini
Cueta martini is een insect uit de familie van de mierenleeuwen (Myrmeleontidae), die tot de orde netvleugeligen (Neuroptera) behoort. 
Cueta martini is voor het eerst wetenschappelijk beschreven door Navás in 1914.